# Thèque externe

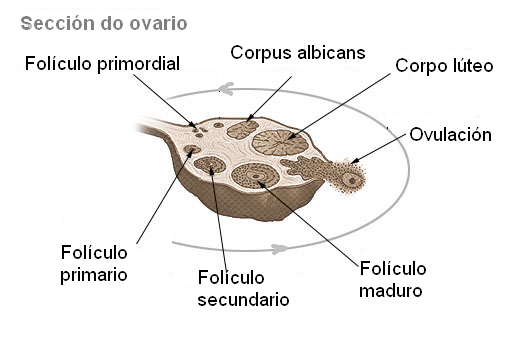
Développement des follicules ovariens marqué en galicienne

La thèque externe, est la dernière couche des thèques du follicule ovarien. Elle dérive du tissu conjonctif constituant le stroma cortical de l'ovaire, composé de cellules à aspect fibroblastique, avec une certaine abondance de collagène permettant de constituer une coque protectrice pour le follicule, la thèque est bien vascularisée.
Au cours de l'ovulation, le pic pré-ovulatoire de LH entraine une augmentation intracellulaire d'AMPc, permettant à son tour la production de progestérone et de PGF2α. Le PGF2α induit une contraction de cellules musculaires lisses (myofibroblastes) de la thèque externe, augmentant alors la pression en intra-folliculaire. Ce phénomène contribue à la rupture de la paroi du follicule et de l'ovaire (associé à une ischémie par pression du follicule sur la surface de l'ovaire et la sécrétion d'enzymes protéolytiques par le follicule) permettant l'exclusion de l'ovocyte II, serti par la corona radiata. 